# Miss Univers 1964

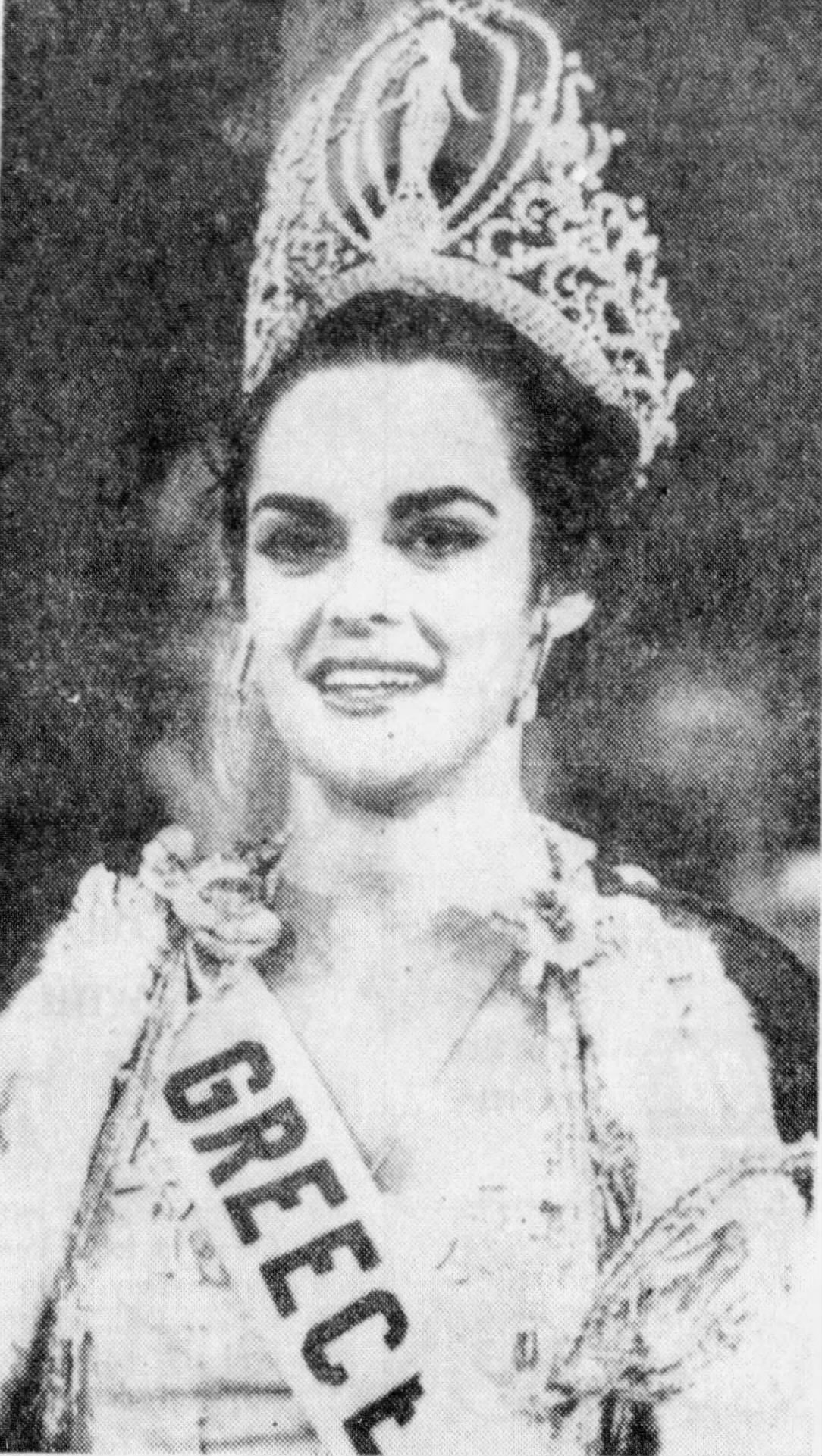
nom: Corinna TsopeiMiss: grèce âge: 21 ans
date: 1964

Miss Univers 1964, 13e édition du concours de Miss Univers a lieu le 1er août 1964, au Miami Beach Auditorium, à Miami Beach, Floride, États-Unis. 
Corinna Tsopei, Miss Grèce, âgée de 21 ans, remporte le prix.

## Résultats
| Classement final  | Candidates |
| ----------------- | --- |
| Miss Univers 1964 | - Grèce - Corinna Tsopei |
| 1re dauphine      | - Angleterre - Brenda Blackler |
| 2e dauphine       | - Israël - Ronit Rechtman |
| 3e dauphine       | - Suède - Siv Märta Åberg |
| 4e dauphine       | - Taiwan - Lana Yu Yi |
| Top 10            | - Argentine - Maria Amalia Ramírez - Finlande - Sirpa Wallenius - France - Edith Noël - Italie - Emanuela Stramana - Norvège - Jorunn Nystedt Barun                                         |
| Top 15            | - Bolivie - Olga Mónica del Carpio Oropeza - Brésil - Ângela Teresa Pereira Reis Vasconcelos - Paraguay - Miriam Riart Brugada - États-Unis - Bobbie Johnson - Venezuela - Mercedes Revenga |

## Prix spéciaux
| Prix                      | Candidates                        |
| ------------------------- | --------------------------------- |
| Miss Congénialité         | - Californie - Jeanne Venables[^] |
| Miss Photogénique         | - Italie - Emanuela Stramana      |
| Meilleur costume national | - Pays-Bas - Henny Deul           |

## Juges
| - Jacques Bergerac - Edilson Cid Varela - William Dossier - Seshu Hyakowa | - Ingemar Johansson - Syed Khan - Earl Wilson - Luz Marina Zuluaga |

## Candidates
| - Argentine - María Amalia Ramírez - Aruba - Lidia Lidwina Henriquez - Australie - Ria Lubyen - Autriche - Gloria Mackh - Bahamas - Catherine Cartwright - Belgique - Danièle Defrere - Bolivie - Olga Mónica del Carpio Oropeza - Brésil - Ângela Teresa Pereira Reis Vasconcelos - Guyana - Mary Rande Holl - Canada - Mary Lou Farrell - Ceylan - Annette Dona Kulatunga - Chili - Patricia Herrera Cigna - Colombie - Alba Ramírez Plaza - Costa Rica - Dora Marcela Sola - Curaçao - Iris Anette de Windt - Danemark - Yvonne Mortensen - République dominicaine - Clara Edilia Chapuseaux Sone - Équateur - Tanya Yela Klein Loffredo - Angleterre - Brenda Blackler - Finlande - Sirpa Wallenius - France - Edith Noël - Allemagne - Marina Kettler - Grèce - Corinna Tsopei - Grenade - Christine Hughes - Holland - Henny Deul - Hong Kong - Mary Bai - Islande - Thelma Ingvarsdóttir - Inde - Meher Castelino Mistri - Irlande - Maurine Elizabeth Lecky - Israël - Ronit Rechtman | - Italie - Emanuela Stramana - Jamaïque - Beverly Berrie - Japon - Chizuko Matsumoto - Korea - Shin Junghyun - Luxembourg - Mariette Sophie Stephano - Malaisie - Angela Filmer - Nouvelle-Zélande - Lyndal Ursula Cruickshank - Nigeria - Edna Park - Norvège - Jorunn Nystedt Barun - États-Unis Okinawa - Toyoko Uehara - Panama - Maritza Montilla - Paraguay - Miriam Riart Brugada - Pérou - Miluska Vondrak Steel - Philippines - Myrna Sese Panlilio - Porto Rico - Yolanda Rodríguez Machin - Taiwan - Lana Yi Yu - Saint-Vincent-et-les-Grenadines - Stella Hadley - Écosse - Wendy Barrie - Afrique du Sud - Gail Robinson - Espagne - María José Ulloa Madronero - Suriname - Cynthia Ingrid Diester - Suède - Siv Märta Åberg - Suisse - Sandra Sulser - Trinité - Julia Merlene Laurence - Tunisie - Claudine Younes - Turquie - Inci Duran - Uruguay - Delia Babiak - États-Unis - Barbara "Bobbie" Johnson - Venezuela - Mercedes Revenga de la Rosa - Pays de Galles - Marilyn Joy Samuel |